# Phaonia limbinervis
Phaonia limbinervis är en tvåvingeart som beskrevs av Stein 1918. Phaonia limbinervis ingår i släktet Phaonia och familjen husflugor. Inga underarter finns listade i Catalogue of Life.